# Oxygene 3
Oxygene 3 —también conocido como Oxygene 14-20— es el décimo séptimo álbum de estudio del músico francés Jean-Michel Jarre, publicado el 2 de diciembre de 2016 por Sony Music.

## Antecedentes
En 1976 Jean-Michel Jarre publicó su primer álbum de estudio oficial titulado Oxygene. Esta producción marcó un antes y un después en su trayectoria musical; presentó a Jarre en la escena musical mundial y lo posicionó como uno de los músicos más prometedores en el sonido contemporáneo. De ahí en adelante Jarre tuvo vía libre para publicar nuevos álbumes de relevancia internacional, aunque sin contentarse nunca con quedar encasillado en el sonido «Oxygene». Sin llegar a vender tanto como Oxygene, estos primeros discos de la década prodigiosa comprendida entre 1976 y 1986 acabarían marcando la historia de la música electrónica, y en ciertos aspectos, de la música en general, buscando siempre la innovación por encima del mero éxito comercial, tal como demuestra un hito discográfico como Zoolook (1984), tan distinto de aquel Oxygene. Sin embargo, transcurridos veinte años y algunos meses más desde la publicación de Oxygene, el 20 de mayo de 1997, Jarre presentó un regreso intencionado al sonido y a las ideas musicales que lo lanzaron a la fama: una secuela de su primer álbum. La nueva producción fue titulada Oxygene 7-13 (ahora también conocido como Oxygene 2).
El estilo de esta secuela es muy parecido al del álbum original, sin embargo Jarre logró matizar la atmósfera de Oxygene y mezclarla con las nuevas tendencias musicales de la época como el Chill out, Dance y otros estilos. Diez años después, en noviembre de 2007 publica una nueva reedición de su obra original bajo el título Oxygene: New Master Recording. En esta reedición reconstruye todo lo que era Oxygene originalmente, el resultado final es un sonido de más calidad manteniendo el «corazón» de la obra.

## Filtración y confirmación
En la segunda semana de septiembre de 2016 se da a conocer informalmente la existencia de una compilación discos, una trilogía de álbumes llamada Oxygene Trilogy, en la cual uno de los discos presentes se titulaba Oxygene 14-20. El 30 de septiembre de 2016, Jarre confirmó en su cuenta de Facebook que el álbum sería lanzado el 2 de diciembre, para coincidir con la fecha en la que hace 40 años fue lanzado el Oxygene original. Así mismo Jarre indicó que la idea del álbum surgió a partir de una pieza que compuso en 2014 durante el desarrollo de Electronica, pieza que se convertiría en un nuevo tema llamado Oxygene 19. El álbum fue grabado en un periodo de 6 semanas, bajo la premisa de ser fiel a los mismos ideales musicales mediante los que se forjó el Oxygene original, y lleva el título definitivo de Oxygene 3. Se da la circunstancia de que Oxygene 3 será el segundo álbum publicado por Jean Michel Jarre en 2016, después de la segunda parte del Electronica Project —Electronica 2: The Heart of Noise— y el tercero en solo un año y dos meses, tras la publicación en 2015 de la primera parte del E-Project con Electronica 1: The Time Machine, todo ello después de un periodo de ocho años, desde 2007 a 2015, sin publicar más que dos recopilatorios.

## Presentación
La avant-première del nuevo sonido que trae Oxygene 3 se dio en el primer concierto de Jarre en la segunda etapa de su gira Electronica World Tour. El 4 de octubre de 2016, en medio de su show en Cardiff, tocó en vivo el tema «Oxygene 17», cuarto track del álbum. De ahí en adelante ha incluido esta pieza en todos los conciertos posteriores de la gira.
El 26 de octubre se dieron a conocer los primeros extractos de cada tema del álbum en diversos sitios de internet.

## Sencillos
El primer sencillo extraído del nuevo lanzamiento fue «Oxygene 17», publicado el 4 de noviembre de 2016.

## Diseño
La portada es una variación de la original de Michel Granger; la clásica imagen del planeta Tierra desmembrándose dejando a la vista un cráneo, sin embargo la nueva versión de la imagen muestra al planeta de lado. Al igual que en el diseño de Oxygene: New Master Recording, esta clásica imagen está en formato 3D.

## Lista de temas
| Oxygene 3 (Lado A) |                     |       |          |  |
| N.º                | Título              | Autor | Duración |  |
| 1.                 | «Oxygene (Part 14)» | Jarre | 5:28     |  |
| 2.                 | «Oxygene (Part 15)» | Jarre | 6:40     |  |
| 3.                 | «Oxygene (Part 16)» | Jarre | 6:50     |  |
| 18:58              |                     |       |          |  |

| Oxygene 3 (Lado B) |                     |       |          |  |
| N.º                | Título              | Autor | Duración |  |
| 4.                 | «Oxygene (Part 17)» | Jarre | 4:20     |  |
| 5.                 | «Oxygene (Part 18)» | Jarre | 2:48     |  |
| 6.                 | «Oxygene (Part 19)» | Jarre | 5:45     |  |
| 7.                 | «Oxygene (Part 20)» | Jarre | 7:58     |  |
| 20:51              |                     |       |          |  |

- En su versión digitalizada y en CD el orden es el mismo, pero de corrido.